# Bartholomaeus Scultetus
Bartholomaeus Scultetus (latinizovaná forma jména Schultheiß popř. Schultze(s) nebo Barthel Schulze či Schulte(s), (14. května 1540, Görlitz – 21. června 1614, Görlitz) byl zhořelecký radní a purkmistr, který byl činný i uznávaný také jako matematik, astronom, kartograf, kronikář a historiograf.

## Život

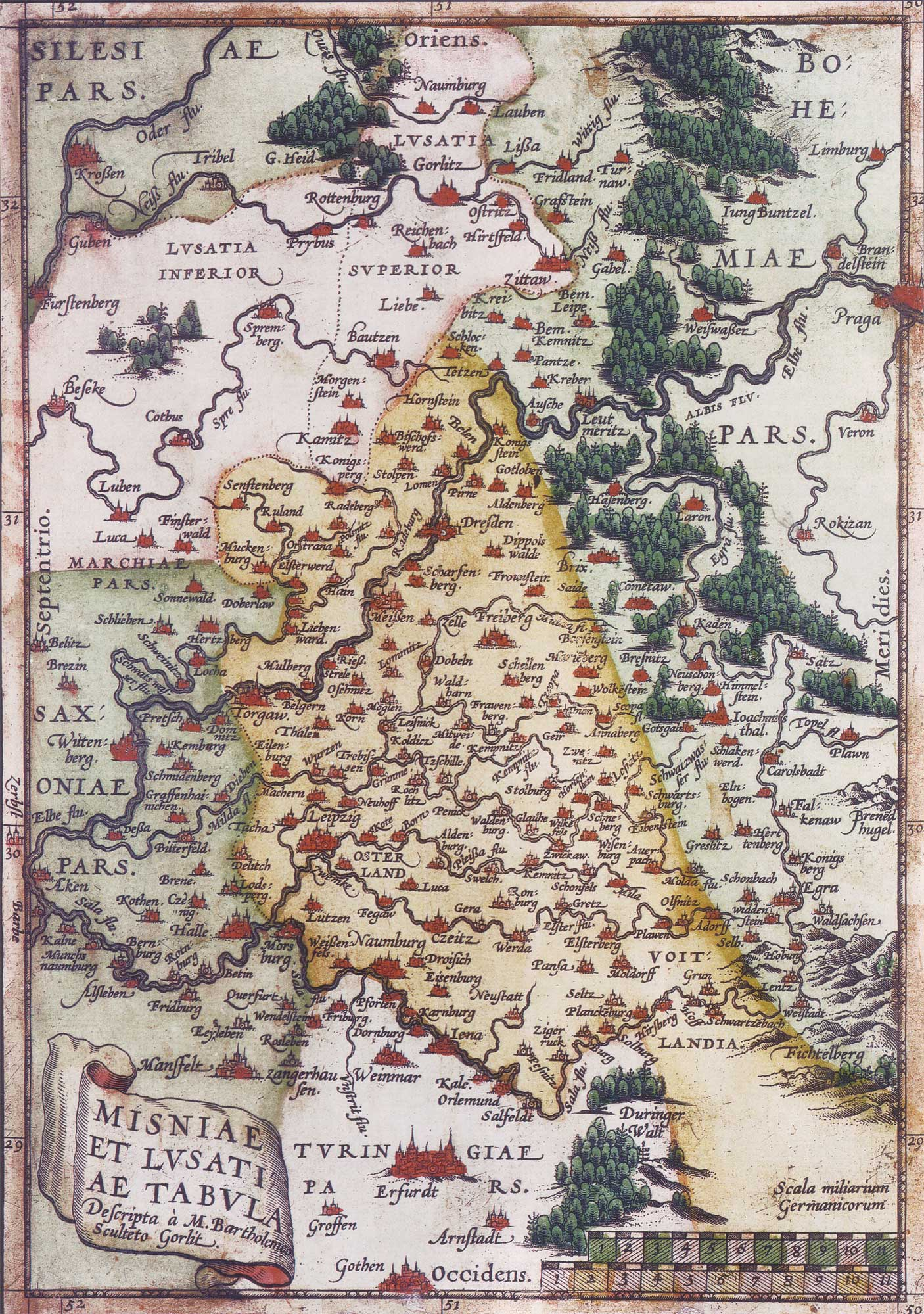
Mapa Míšeňské marky a Lužice kolem roku 1600 od Bartholomaea Sculteta

Bartholomaeus Scultetus se narodil 14. května 1540 v hornolužickém Zhořeleci (Görlitz – odtud také latinský přídomek Gorlitius). První znalosti matematiky mu patrně zprostředkoval bratr Zacharias, který je autorem zhořeleckých Slunečních hodin. Od dob docházky do místní latinské školy začal své jméno psát v latinizované formě. Počínaje rokem 1557 studoval svobodná umění na Univerzitě ve Wittenbergu, v roce 1559 však přestoupil na Lipskou univerzitu. Tam byl spolubydlícím matematika a kartografa Johannese Hommela, zvaného Humelia (1518–1562), jehož podporoval nejen v jeho pozorováních a výpočtech, ale také při výrobě nástrojů. V Lipsku se rovněž seznámil s Tychonem Brahem, se kterým pak po celý život udržoval přátelské vztahy. Po získání magisterského titulu, přednášel Scultetus ve Wittenbergu a Lipsku, ale nedosáhl trvalého zaměstnání, takže se v roce 1567 vrátil do rodného města. Krátce po uzavření svého prvního manželství se stal nadregionálně významným učitelem působícím na původní evangelické městské škole, která byla v roce 1565 povýšena na gymnázium. Zde až do roku 1584 učil v primě matematiku a sférickou geometrii. Od roku 1570 vlastnil tzv. pivní dvůr v ulici Petersstraße, kde žil se svou rodinou až do své smrti. Jeho záměr zúčastnit se roku 1572 jako matematik císařské mise do Moskvy stejně jako plán odejít do Ruska coby zeměměřič a kartograf se nenaplnil. V letech 1578–1586 byl Scultetus členem zhořelecké městské rady. Opakovaně přebíral vysoké radní úřady, v letech 1592–1614 byl šestkrát zvolen purkmistrem. Když císař Rudolf II. v roce 1577 navštívil Görlitz, strávil většinu času rozhovory se Scultetem, jemuž později udělil šlechtický přídomek „von Schollenstern“. Bartholomaeus Scultetus zemřel jako vážený muž 21. června 1614. Pohřben je v kostele sv. Mikuláše; na jeho náhrobku je nápis: „Quid agam, requiris? Tabesco. Scire, quis sim, cupis? Fui, ut es; eris ut sum.“ („Co činím, ptáš se? Rozpadám se. Přeješ si vědět, kdo jsem byl? Býval jsem to, co jsi ty; ty budeš to, co jsem já.“).
Scultetus byl význačným představitelem pozdního humanismu. Neviděl žádný rozpor v tom, že na jedné straně věnoval některé ze svých spisů spřátelenému děkanovi budyšínské kapituly, papežskému legátovi nebo pražskému arcibiskupovi, zároveň však ve svém domě ubytoval „Collegium Convivium“, což byl druh akademické společnosti, jejíž členové byli vystaveni obvinění z kryptokalvinismu. Na počátku protireformace měl potom luterán Scultetus napjatý vztah k arcivévodovi Ferdinandovi Štýrskému, pozdějšímu císaři.

## Dílo

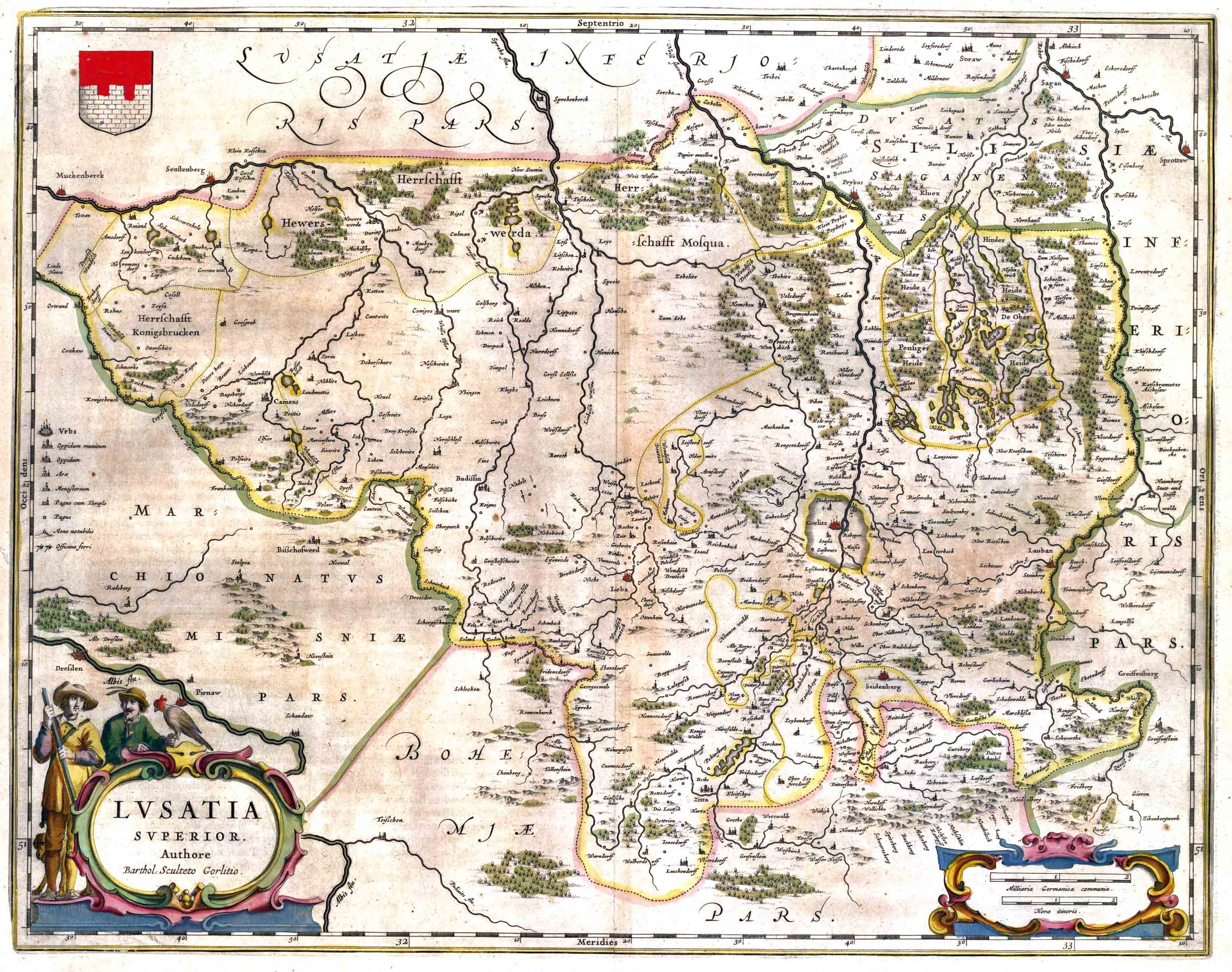
Mapa Horní Lužice podle předlohy Bartholomaea Sculteta

### Scultetus jako radní a purkmistr
Scultetus sloužil svému rodnému městu od roku 1578, kdy se stal radním, v různých funkcích. Jako městský pokladník byl zodpovědný za řadu úkolů: vyúčtování městských daní, správu městských pozemků a vlastnictví lesů, almužny a tak dále. V roce 1589 se stal městským soudcem čili praetorem. Během svého působení (do roku 1593) zpracoval kolem 3900 případů. Šestkrát ve své kariéře byl zvolen purkmistrem, poprvé v roce 1592. V jeho funkčním období se v Görlitz uskutečnilo první sčítání obyvatelstva. Dříve byly zaznamenávány pouze domácnosti. Jako radní a purkmistr byl Scultetus často pověřen zastupováním města na shromážděních Hornolužického šestiměstí a v hornolužickém zemském sněmu. Pro Görlitz a další pět měst působil také jako vyslanec u císařského dvora. Od roku 1587 vydal sbírku všech důležitých privilegií a práv svého města.
Scultetus publikoval několik historických děl zpracovávajících dějiny města do roku 1580. Během období, kdy byl ve funkci městského soudce a purkmistra, si po mnoho let vedl deník. Tyto deníky, které vedle popisovaných událostí obsahují také osobní zkušenosti a myšlenky, mu měly usnadnit vedení úřadu. Dnes poskytují detailní obraz o situaci v Görlitz na přelomu 16. a 17. století. Jelikož se jedná o jakýsi neoficiální úřední deník, nelze z nich zjistit nic o Scultetově osobním životě kromě jeho úředních povinností.

### Scultetus jako vědec
Scultetus byl jedním z nejdůležitějších kartografů středoněmeckého území v 16. století. V roce 1568 vytvořil mapu Míšeňské marky. Axelle Chassagnette označil tuto mapu – s jejími matematickými aspekty ve srovnání s jinými tehdejšími mapami – za „velmi dobře koncipovanou“. Roku 1593 vytvořil ve stavovském pověření první mapu Horní Lužice. Za tímto účelem podnikl četné cesty markrabstvím, aby si sám utvořil obraz daných topografických skutečností. Na své mapě vyznačil Scultetus jako první tehdejší hranici jazykově srbského teritoria. V roce 1578 pak obdržel nabídku od carského dvora, aby v Rusku působil jako kartograf.
Nicméně trvalý význam mu náleží především pro jeho výkony na poli astronomie a matematiky. Zabýval se hlavně metodami pro přesné měření času, což je patrné v jeho zavedení dvanáctihodinového ciferníku na radničním orloji. Vynikající výkon Bartholomaeus Scultetus předvedl ve svém příspěvku k reformě gregoriánského kalendáře, o jejíž prosazení usiloval. Protestant Scultetus uznal správnost papežských snah, pokud jde o kalendářní reformu, a obhajoval zavedení nového kalendáře proti českým státním a soudním úředníkům či protestantským knížatům a učencům, kteří se změnami nesouhlasili na základě náboženských předsudků. Je to v neposlední řadě zásluha Sculteta, že kalendářní reforma na příkaz císaře Rudolfa II. byla v Horní Lužici a dalších českých zemích zavedena již v roce 1583, popř. 1584.

### Vytištěná díla
- Calendarium Ecclesiasticum & Horoscopvm Perpetvvm. Ein ewigwerender Calender, Erstlich mit den vnbeweglichen Festtagen der allgemeinen Catholischen Kirchen, … Darnach besonder auff alle Jahr nach Christi Geburt der Sonnen Zirckel, … Alles zu nutz vnd gebrauch gemeiner Christenheit, wehrend von Anfang der Geburt Christi biss zum Ende der Welt / Geordnet vnd beschrieben, Durch M. Bartolemaeum Scultetum Gorlicium. [Görlitz 1571].
- Prognosticon meterorographicum perpetuum. Ein ewigwerend Prognosticon von aller Witterung in der Lufft und den Wercken der andern Element. Görlitz 1572
- Gnomonice de solariis, sive doctrina practica tertiae partis astronomiae, Von allerley Solarien, das ist, himmlischen Circuln und Uhren, … jetzundt auffs new zugericht u. perficirt. Görlitz 1572.
- Misniae Et Lusatiae Tabula. [1575] (Zemská mapa)
- Des grossen und wunderbaren Cometen, so … im 1577. Jahr, von dem 10. tag Novembris, durch den gantzen Decembrem, biß in den 13. Ianuarrij des folgenden Jahrs, … Astronomische und natürliche Beschreibung, von seiner sonderlichen Bedeutung und gewaltigen Wirckung. Görlitz 1578
- Lusatia Superior [1593] (Zemská mapa)
- Diarium humanitatis Domini nostri Jesu Christi in terris … Von der heiligen Empfengnis, Geburt, Leben, … Jesu Christi. Frankfurt/Oder 1600
- Tabula de pestilitate. Görlitz (A. Fritsch) 1578; 2. vyd. tamtéž 1586.[5]
- De origine et curatione pestis.